# Victor Zapata Caicedo
Victor Manuel Zapata Caicedo  (* 29. září 1994) je kolumbijský fotbalový útočník, který od ledna 2015 působí v klubu FC Baník Ostrava. Má také britské občanství.

## Klubová kariéra
Kolumbijec Victor Zapata Caicedo vyrůstal v Londýně.

Od svých 12 let působil v akademii anglického klubu Tottenham Hotspur. Hrál i za juniorské týmy Blackburnu Rovers a Sunderlandu. Po odchodu z Tottenhamu byl na testech v Portsmouthu a Scunthorpe United, oba dopadly neúspěšně.
V létě 2014 byl na zkoušce v Baníku Ostrava, ale nepřesvědčil. Nastoupil např. v přípravném utkání 2. července 2014 proti polskému týmu Podbeskidzie Bielsko-Biała.

V lednu 2015 se v Baníku objevil opět a nový trenér mužstva Petr Frňka o něj projevil zájem. Vedení mu nabídlo dlouhodobou smlouvu do konce června 2019.